# Complexo promotor da anáfase
O complexo promotor de anáfase ou ciclossoma, também designado, pelo seu acrónimo, APC ou APC/C (Complexo Promotor de Anáfase/Ciclossoma), é uma E3 ubiquitina ligase que marca as proteínas alvo do ciclo celular para degradação no proteossoma de 26S. O APC/C é um grande complexo de 11 a 13 proteínas subunidade, entre as quais se encontram uma culina (Apc2) e a subunidade RING (Apc11) semelhante ao complexo SCF. Outras partes do APC/C têm funções desconhecidas, mas são altamente conservadas.
A descoberta do APC/C (e do SCF) e o seu papel fundamental na regulação do ciclo celular eucariótico estabeleceram a importância da proteólise mediada pela ubiquitina na biologia celular. A ubiquitinação e a subsequente degradação de proteínas pelo proteossoma, anteriormente percebida como um sistema envolvido exclusivamente na remoção de proteínas danificadas da célula, é hoje considerada um mecanismo regulador universal para a transdução de sinal, cuja importância se aproxima da da fosforilação de proteínas.
Em 2014, o APC/C foi mapeado em 3D com uma resolução inferior a um nanómetro, o que serviu também para descobrir a sua estrutura secundária. Esta descoberta pode melhorar a nossa compreensão do cancro e revelar novos locais de ligação para futuros medicamentos anticancerígenos.

## Função
A principal função do APC/C é desencadear a transição da metáfase para a anáfase através da marcação de proteínas específicas para degradação. Os três principais alvos para a degradação da APC/C são a securina e as ciclinas S e M. A securina liberta separase, uma protease, quando é degradada. De seguida, a separase desencadeia o corte ou clivagem da coesina, o complexo proteico que mantém as cromátides irmãs unidas. Durante a metáfase, as cromátides irmãs estão ligadas entre si por complexos de coesina intactos. Quando a securina sofre ubiquitinação pelo APC/C e liberta separase, que degrada a coesina, as cromátides irmãs ficam livres para se deslocarem para pólos opostos do fuso na anáfase. A APC/C tem também como alvo a degradação das ciclinas mitóticas, resultando na inativação de M-CDK (complexos de cinase dependente de ciclina mitótica), promovendo a saída da mitose e da citocinese.
Ao contrário do SCF, várias subunidades ativadoras controlam o APC/C. A Cdc20 e a Cdh1 são dois ativadores de particular importância para o ciclo celular. Estas proteínas ativam o APC/C contra conjuntos específicos de substratos em diferentes momentos do ciclo celular, o que faz com que o ciclo progrida. A APC/C desempenha também um papel integral na manutenção do metabolismo da cromatina, especialmente nas fases G1 e G0, e desempenha um papel fundamental na fosforilação da histona H3 através da destruição da aurora A quinase.
Os substratos críticos do APC/C parecem ser a securina e as ciclinas do tipo B. Isto é conservado entre mamíferos e leveduras. De facto, uma levedura é viável na ausência do APC/C se a necessidade de atacar estes substratos for eliminada.

## Subunidades
Não há muita investigação sobre as subunidades do APC/C, que funcionam principalmente como adaptadores. Os estudos de subunidades de APC são conduzidos principalmente em leveduras, e estes estudos mostram que a maioria das subunidades de APC de leveduras também estão presentes em vertebrados; isto sugere a conservação de subunidades em eucariotas. Foram encontradas onze subunidades principais do APC em vertebrados e treze em leveduras. As subunidades activadoras ligam-se ao APC em várias fases do ciclo celular para controlar a sua actividade de ubiquitinação, geralmente direccionando o APC para substratos alvo destinados à ubiquitinação. Foi proposto que a especificidade das ligases APC é controlada pela incorporação de fatores de especificidade no complexo da ligase, em vez da fosforilação do substrato. A subunidade CDC20 permite que o APC degrade substratos como os inibidores da anáfase (Pdsp1) no início da anáfase; Por outro lado, quando o CDC20 é substituído pelo fator de especificidade Hct1, o APC degrada um conjunto diferente de substratos, particularmente as ciclinas mitóticas na anáfase tardia. Os ativadores CDC20 e Cdh1 são de particular importância e são as subunidades mais amplamente estudadas e comuns do APC/C.
O centro catalítico do APC/C é constituído pela subunidade cullina Apc2 e pela subunidade do domínio RING H2 Apc11. Estas duas subunidades catalisam a ubiquitinação de substratos quando o domínio C-terminal de Apc2 forma um complexo fortemente ligado com Apc11. RING/APc11 liga-se ao conjugado E2-ubiquitina que catalisa a transferência de ubiquitina para um sítio activo E2.
Para além da funcionalidade catalítica, outras proteínas no centro do complexo APC são compostas por múltiplos motivos repetidos com o propósito principal de fornecer suporte de estrutura molecular. Isto inclui a Apc1, a maior subunidade contendo 11 repetições em tandem de sequências de 35–40 aminoácidos, e a Apc2, que contém três repetições de culina de aproximadamente 130 aminoácidos no total. Os principais motivos nas subunidades de APC incluem motivos tetratricopeptídicos (TPR) e repetições WD40. As regiões C-terminais de CDC20 e Cdh1 têm um domínio WD40 que é sugerido para formar uma plataforma de ligação que se liga a substratos de APC, contribuindo assim para a capacidade de APC de atacar estes substratos, embora o mecanismo exato pelo qual este aumento na atividade da APC ocorre seja desconhecido. Foi também sugerido que variações nestes domínios WD40 resultam em variações na especificidade do substrato, o que foi confirmado em estudos recentes que indicam que diferentes substratos de APC podem ligar-se direta e especificamente a Cdc20 e Cdh1/Hct1. Por fim, as diferenças na especificidade são responsáveis pela ordem e pelo momento da destruição de vários alvos de APC durante a mitose, de modo que o CDC20 ataca alguns substratos principais na metáfase e o Cdh1 ataca um conjunto mais amplo de substratos no final da mitose e na fase G1.
As 4 subunidades do APC/C da levedura consistem inteiramente em múltiplas repetições do motivo tetratricopeptídico (TPR) de 34 resíduos de aminoácidos. Estas subunidades TPR, Cdc16, Cdc27,Cdc23 e Apc5 fornecem principalmente uma estrutura e suporte para interações proteína-proteína mediadas por outros. Cdc27 e Cdc23 suportam a ligação de Cdc20 e Cdh1, uma vez que as mutações em resíduos chave destas subunidades causam um aumento da dissociação dos ativadores. Apc10/Doc1 promove a ligação do substrato através da mediação das suas interações com Cdh1 e Cdc20.
Especificamente, o CDC20 (também designado p55CDC, Fizzy ou Slp1) inativa o CDK1 através da ubiquitinação das ciclinas do tipo B. Isto resulta na ativação do Cdh1 (também designado por Fizzy-related, Hct1, Ste9 ou Srw1), que interage com o APC durante a mitose tardia e G1/G0. O Cdh1 é inativado por fosforilação durante as fases S, G2 e M inicial. Durante estes momentos do ciclo, não pode ser montado.
APC 3 e APC7 servem para recrutar Cdh1 no complexo promotor da anafase. Isto reforça também que o Cdh1 é responsável pela manutenção da atividade do APC durante o G1. O Cdh1 não requer que o APC seja fosforilado e se ligue; na verdade, a fosforilação do Cdh1 pelas Cdks impede que este se ligue ao APC da fase S para a fase M. Com a destruição do M-Cdk, a libertação do CDC20 do APC e a ligação do Cdh1 podem agora ocorrer, permitindo que a atividade do APC continue durante a entrada em G1. Enquanto o Cdh1 reconhece as ciclinas M e S, permitindo a sua destruição até que toda a célula esteja determinada a avançar para um novo ciclo, não reconhece as ciclinas G1/S e, durante a fase G1/S, a atividade da ciclina pode aumentar livremente e fosforilar, e assim inativar, Cdh1 e, portanto, a APC.
A subunidade Apc15 desempenha um papel importante na ativação de APC/CCdc20 após biorientação da cromátide irmã na placa metafásica. Quando os cinetócoros não estão ligados ao fuso, os complexos de ponto de verificação mitótico (MCCs) inibem o APC. Na ausência de Apc15, os MCCs e o Cdc20 permanecem bloqueados no APC/C, impedindo a sua atividade quando os requisitos do ponto de verificação do fuso são cumpridos. O Apc15 medeia a rotatividade do Cdc20 e dos MCCs para fornecer informações sobre o estado de fixação do cinetócoro.

### CDC27/APC3
Uma das subunidades que exibe o motivo TPR, CDC27, demonstrou interagir com proteínas de ponto de verificação mitótico, como Mad2, p55CDC e BUBR1, indicando que pode estar envolvida na sincronização de eventos na fase M. Existem evidências de que CDC27 faz parte de um complexo ternário com SMAD2/3 e Cdh1, que é formado em resposta à sinalização de TGFβ. Devido à sua interação com o Cdh1 em particular, tem um possível papel na determinação da afinidade entre o APC e os seus ativadores Cdc20 e Cdh1. Um estudo sugere que a fosforilação de Cdc27 induzida por TGF-β aumenta a interação entre Cdc27 e Cdh1, que está diretamente envolvida na ativação de APC. Os substratos críticos do APC/C parecem ser a securina e as ciclinas do tipo B. Isto é conservado entre mamíferos e leveduras. De facto, uma levedura é viável na ausência de APC/C se a necessidade de atacar estes substratos for eliminada.

### CDC23, CDC16, CDC27
A CDC23, outra subunidade contendo TPR, interage com a SWM1, ligando-se à caixa D da CLB2. Com base em ensaios híbridos in vivo e co-imunoprecipitação in vitro, foi sugerido que Cdc16p, Cdc23p e Cdc27p (análogos em Saccharomyces cerevisiae) interagem e formam um complexo macromolecular. Foi observado que o seu tema comum de TPR medeia estas interações. Quanto ao Cdc27 e Cdc16 em Drosophila, as suas funções foram testadas por ARN interferente (RNAi). Os resultados sugerem que podem mediar a atividade de todo o complexo por diferentes mecanismos em diferentes locais. Noutros estudos em Drosophila, Cdk16 e Cdk23 parecem ser activadas pela fosforilação da cinase 1 semelhante à Polo (Plk1), e a molécula correspondente da levedura de fissão parece ligar-se especificamente à Cdc23.
O complexo é regulado pelos ativadores CDC20 e Cdh1 durante a mitose. O seu papel na degradação da ciclina B é demonstrado por um rastreio de mutantes de Saccharomyces cerevisiae defeituosos para a degradação da ciclina B, que apresentam mutações nos genes CDC16 e CDC23. Nos mutantes para CDC27, CDC23 e CDC 27, a paragem do ciclo celular ocorre em todos os casos na metáfase.

## Reconhecimento de Substrato
Os substratos APC/C possuem sequências de aminoácidos de reconhecimento que permitem ao APC/C identificá-los. A sequência mais comum é conhecida como "caixa de destruição" ou caixa D. O APC/C liga-se a uma enzima conjugadora de ubiquitina E2 e D-box em vez de ser um transportador intermédio covalente. A caixa D deve ter uma versão da seguinte sequência de aminoácidos: RXXLXXXXN, em que R é arginina, X é um aminoácido qualquer, L é leucina e N é asparagina. A caixa KEN (ou Ken) é outro motivo de importância. A sua sequência deve ser semelhante à seguinte: KENXXXN, em que K é lisina e E é glutamato. O aminoácido na última posição da caixa KEN é altamente variável. Embora tenha sido demonstrado que as mutações de sequência inibem a destruição de proteínas in vivo, ainda há muito a aprender sobre a forma como o APC/C se liga a proteínas específicas.
Uma vez ligadas ao APC/C, as proteínas Cdc20 e Cdh1 funcionam como recetores D e KEN para vários substratos da APC. Kraft e outros. mostraram que as caixas D dos substratos se ligam diretamente à região propulsora das repetições WD40 altamente conservadas nos ativadores da APC. É importante notar que a área promotora conservada de Cdh1 é muito maior do que a de Cdc20, permitindo que Cdh1 tenha uma especificidade de substrato mais ampla, o que é consistente com o facto de APC/CCdh1 também ativar a destruição mediada por APC de substratos contendo a caixa KEN. A caixa D aumenta ainda mais a degradação proteica, uma vez que os resíduos de lisina próximos da caixa D servem como alvos de ubiquitilação. Verificou-se que um resíduo de lisina imediatamente C-terminal à caixa D pode funcionar como aceitador de ubiquitina.
Muitos substratos APC contêm caixas D e KEN, e a sua ubiquitilação por APC/CCdc20 ou APC/CCdh1 depende de ambas as sequências, embora alguns substratos contenham apenas caixa D ou caixa KEN, numa ou várias cópias. Ter duas sequências de degradação distintas cria um elevado nível de especificidade de substrato no APC/C, sendo o APC/CCdc20 mais dependente da caixa D e o APC/CCdh1 mais dependente da caixa KEN. Por exemplo, o APC/CCdh1 pode ubiquitalizar substratos que contêm apenas a caixa KEN, como o Tome-1 e a sororina.
Embora Cdc20 e Cdh1 possam servir como recetores para as caixas D e KEN, a baixa afinidade destas interações coativador-substrato sugere que é improvável que os coativadores por si só sejam suficientes para fornecer uma elevada afinidade de ligação ao substrato para APC/CCdc20 e APC/CCdh1. Consequentemente, as subunidades principais de APC/C, como Apc10, também contribuem para a associação ao substrato. Em construções APC/C sem a subunidade Apc10/Doc1, substratos como Clb2 não conseguiram associar-se a APCΔdoc1–Cdh1, enquanto que a adição de Doc1 purificado à construção APCΔdoc1–Cdh1 restaurou a capacidade de ligação do substrato.

## Transição da metáfase para a anáfase
Quando a metáfase começa, o ponto de verificação do fuso inibe o APC/C até que todos os cinetócoros irmãos estejam ligados aos pólos opostos do fuso mitótico, um processo denominado biorientação cromossómica. Quando todos os cinetócoros estão corretamente ligados, o ponto de verificação do fuso é silenciado e o APC/C pode ser ativado. Os M-Cdks fosforilam subunidades no APC/C que promovem a ligação ao Cdc20. As ciclinas Securina e M (ciclinas A e B) são alvos de degradação do APC/CCdc20. Uma vez degradada, a separina é libertada, a coesina é degradada e as cromátides irmãs são preparadas para se deslocarem para os seus respectivos pólos na anáfase.
Em células animais, é provável que ocorra pelo menos alguma ativação de APC/CCdc20 no início do ciclo celular (prófase ou prometáfase) com base no momento da degradação dos seus substratos. A ciclina A é degradada no início da mitose, o que suporta esta teoria, mas a ciclina B e a securina não são degradadas até à metáfase. A base molecular deste atraso é desconhecida, mas pensa-se que é fundamental para a sincronização adequada do início da anáfase. Nas células animais, o sistema de ponto de verificação do fuso contribui para o atraso, caso a biorientação dos cromossomas necessite de ser corrigida. No entanto, não se sabe como o sistema de ponto de verificação do fuso inibe a destruição da ciclina B e da securina, ao mesmo tempo que permite que a ciclina A seja degradada. O atraso pode também ser explicado por interacções desconhecidas com os reguladores, localização e alterações na fosforilação.
Isto inicia um ciclo de feedback negativo. Embora o M-Cdk seja necessário para a ativação de APC/CCdc20, o complexo é também responsável por clivar a ciclina para inativar o M-CdK. Isto significa que o APC/CCdc20 promove a sua própria desativação. É possível que este feedback negativo seja a espinha dorsal da actividade da Cdk controlada pelas oscilações nas concentrações de ciclina M e S.

## Transição da fase M para G1
Uma vez concluída a mitose, é importante que as células (exceto as do embrião) passem por um período de crescimento, conhecido como fase G1, para crescerem e produzirem os fatores necessários para o próximo ciclo celular. A entrada noutra ronda de mitose é impedida pela inibição da atividade da Cdks. Embora diferentes processos sejam responsáveis por esta inibição, um importante é a ativação de APC/C por Cdh1. Esta ativação contínua previne a acumulação de ciclinas que desencadeariam outra ronda de mitose e, em vez disso, impulsiona a saída da mitose.
No início do ciclo celular, o Cdh1 é fosforilado pelo M-Cdk, impedindo a sua ligação ao APC/C. O APC/C fica então livre para se ligar ao Cdc20 e orientar a transição da metáfase para a anáfase. À medida que o M-Cdk é degradado na mitose tardia, o Cdc20 é libertado e o Cdh1 pode ligar-se ao APC/C, mantendo-o ativado durante a transição M/G1. Uma diferença fundamental é que, enquanto a ligação do Cdc20 ao APC/C depende da fosforilação do APC/C pelos Cdks mitóticos, a ligação do Cdh1 não depende. Assim, quando o APCCdc20 se torna inativado durante a metáfase devido à desfosforilação resultante da inativação das Cdks mitóticas, o Cdh1 pode ligar-se imediatamente ao APC/C, ocupando o lugar do Cdc20. O Cdc20 é também um alvo do APC/CCdh1, garantindo que o APC/CCdc20 deixa de funcionar. De seguida, APC/CCdh1 continua a trabalhar em G1 para marcar as ciclinas S e M para destruição. No entanto, as ciclinas G1/Sr não são substratos APC/CCdh1 e, por isso, acumulam-se durante esta fase e fosforilam Cdh1. Na fase G1 tardia, acumularam-se ciclinas G1/S suficientes e Cdh1 fosforilada para inactivar o APC/C até à metáfase seguinte.
Uma vez em G1, a APCCdh1 é responsável pela degradação de várias proteínas que promovem a correta progressão do ciclo celular. A Geminin é uma proteína que se liga ao Cdt1, impedindo a sua ligação ao complexo de reconhecimento de origem (ORC). APCCdh1 atua sobre a geminina para a ubiquitinação ao longo de G1, mantendo os seus níveis baixos. Isto permite que o Cdt1 execute a sua função durante a pré-montagem RC. Quando o APCCdh1 se torna inativo devido à fosforilação de Cdh1 pelas ciclinas G1/S, a atividade da geminina volta a aumentar. Além disso, o Dbf4 estimula a atividade da Cdc7, que promove a ativação das origens de replicação. Pensa-se que o APCCdh1 tem como alvo o Dbf4 para destruição. Isto poderá fornecer uma resposta sobre a forma como o Cdc7 é ativado no início de um novo ciclo celular. A sua atividade corresponde provavelmente à inativação de APC/CCdh1 pelas ciclinas G/S.

## Regulamentação adicional
A inativação do APC/CCdc20 durante as fases iniciais do ciclo celular é conseguida em parte pela ação da proteína Emi1. Experiências iniciais mostraram que a adição de Emi1 aos extratos do ciclo celular de Xenopus pode impedir a destruição das ciclinas endógenas A e B e a saída da mitose, sugerindo que Emi1 pode contrariar a atividade da APC. Além disso, a depleção de Emi1 nas células somáticas leva à falta de acumulação de ciclina B. A falta de Emi1 leva provavelmente à falta de inibição de APC, impedindo a acumulação de ciclina B.
Destas observações iniciais, confirmou-se que em G2 e no início da mitose, Emi1 se liga e inibe Cdc20, impedindo a sua associação com substratos de APC. O Cdc20 pode ainda ser fosforilado e liga-se ao APC/C, mas a ligação do Emi1 bloqueia a interação do Cdc20 com os alvos do APC. A associação de Emi1 com Cdc20 permite a estabilização de várias ciclinas através das fases S e G2, mas a remoção de Emi1 é essencial para a progressão através da mitose. Assim, na prófase tardia, o Emi1 é fosforilado pela Polo-like kinase (Plk). Plk é ativado durante o início da mitose pela ação de Cdk1, e a sua fosforilação de Emi1, ligação a βTrCP e ubiquitinação, torna Emi1 um alvo para SCF, levando à sua subsequente destruição na prometáfase. A destruição de Emi1 leva à ativação de APC/CCdc20, permitindo a destruição da ciclina A no início da mitose. Os níveis de Emi1 começam novamente a aumentar na fase G, o que ajuda a inibir APC/CCdh1.
A regulação da atividade APC/CCdc20 em substratos de metáfase, como a securina e a ciclina B, pode ser o resultado da localização intracelular. Coloca-se a hipótese de que as proteínas de ponto de verificação do fuso que inibem a APC/CCdc20 se associam apenas a um subconjunto da população de moléculas Cdc20 localizadas perto do fuso mitótico. Assim, a ciclina A pode ser degradada, enquanto a ciclina B e a securina só são degradadas quando as cromátides irmãs atingem a biorientação.